# Luciano Chessa
Luciano Chessa (Sassari, 1971) è un compositore e pianista italiano.
È anche solista di sega musicale e di đàn bầu vietnamita, chitarrista e suonatore di banjo.
Alcune sue opere sono pubblicate da Rai Trade. Ha tenuto concerti ai Monday Evening Concerts  (patrocinati, fra gli altri, dal Goethe-Institut, dall'Istituto Italiano di Cultura, dal French-American Fund for Contemporary Music).

## Opere (parziale)
- Humus (1997), Destination X Records.
- Petrolio, ispirato dall'omonimo romanzo incompiuto di Pier Paolo Pasolini (2005)
- Il pedone dell'aria (2006), per orchestra e doppio coro di voci bianche.
- Louganis (2007)
- Peyrano (ristampa 2011),  Skank Bloc Records.